# Johan Harmenberg
Johan Georg Harmenberg (Estocolmo, 8 de septiembre de 1954) es un deportista sueco que compitió en esgrima, especialista en la modalidad de espada.
Participó en los Juegos Olímpicos de Moscú 1980, obteniendo una medalla de oro en la prueba individual. Ganó tres medallas en el Campeonato Mundial de Esgrima en los años 1977 y 1978.

## Palmarés internacional
| Juegos Olímpicos   | Juegos Olímpicos         | Juegos Olímpicos  | Juegos Olímpicos   |
| Año                | Lugar                    | Medalla           | Prueba             |
| ------------------ | ------------------------ | ----------------- | ------------------ |
| 1980               | Moscú (URSS)             | Medalla de oro    | Espada individual  |
| Campeonato Mundial |                          |                   |                    |
| Año                | Lugar                    | Medalla           | Prueba             |
| 1977               | Buenos Aires (Argentina) | Medalla de oro    | Espada individual  |
| 1977               | Buenos Aires (Argentina) | Medalla de oro    | Espada por equipos |
| 1978               | Hamburgo (RFA)           | Medalla de bronce | Espada por equipos |